# Xylotrechus stebbingi
Xylotrechus stebbingi Gahan, 1906 è un insetto dell'ordine dei coleotteri e della famiglia dei cerambicidi.

## Descrizione

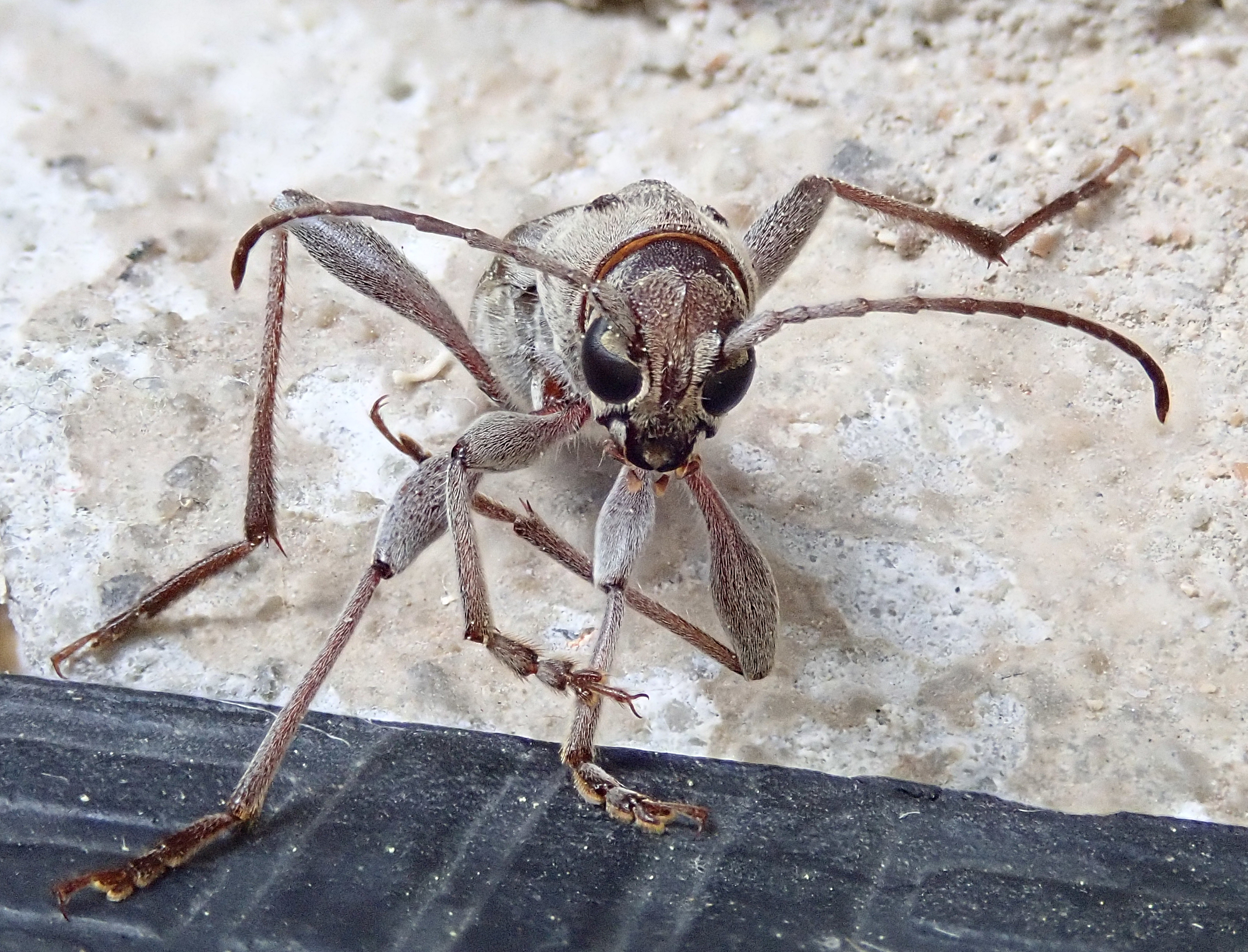
Esemplare fotografato a Faris (Faris, Peloponneso, Grecia)

È una specie xilofaga estremamente polifaga, che si nutre dell'alburno di molte specie di latifoglie, in particolare il gelso ma anche salice, fico, bagolaro e robinia; sembra attaccare più frequentemente il legno morto e secco, e di conseguenza spesso matura e sfarfalla nelle legnaie, dove si accumula la legna da ardere.

## Distribuzione
La specie è originaria del Bashahr (India settentrionale) e del Tibet. È stata introdotta anche nel paleartico occidentale, dove ha carattere di specie invasiva: la sua prima apparizione nel Vecchio Continente è a Novara, dove è stata rinvenuta nel 1982 (ma la segnalazione ufficiale è avvenuta solo nel 1990, dopo il rinvenimento, nel 1988, di diversi esemplari a Sondrio); si è adattata bene all'ambiente mediterraneo e, al 2007, è attestata in Italia centrale e settentrionale, Sardegna, Slovenia, Svizzera, Francia, Germania, Grecia continentale, Creta, Turchia, Libano, Israele e Tunisia.